# Valavoire
Pour les articles homonymes, voir Valavoire (homonymie).
Valavoire est une commune française située dans le département des Alpes-de-Haute-Provence, en région Provence-Alpes-Côte d'Azur.

## Géographie
Le village est situé à 1 200 m d’altitude.

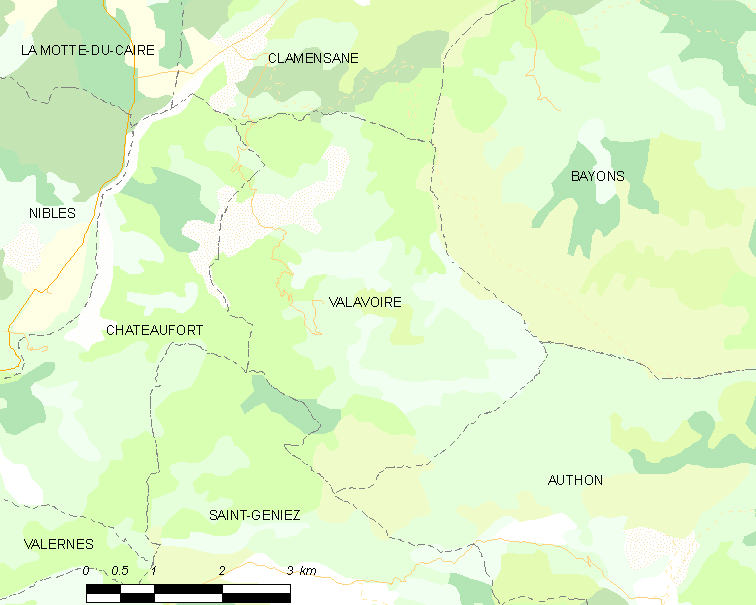
Valavoire et les communes voisines (Cliquez sur la carte pour accéder à une grande carte avec la légende).

Les communes limitrophes de Valavoire sont Clamensane, Bayons, Authon, Saint-Geniez et Châteaufort.

### Géologie

Massif des Alpes et localisation des Préalpes de Digne.

Le territoire se situe en limite est des Baronnies orientales, sur des formations calcaires provençales du Jurassique supérieur et du Crétacé inférieur (roches sédimentaires issues d'un ancien océan alpin), entre trois formations géologiques majeures des Alpes :
- la nappe de Digne à l'est[3], au niveau du lobe de Valavoire[4] : il s'agit d'une nappe de charriage, c'est-à-dire d'une dalle épaisse de près de 5 000 m qui s'est déplacée vers le sud-ouest durant l'Oligocène et la fin de la formation des Alpes. Les lobes (ou écailles) correspondent à la bordure découpée à l'ouest de la nappe ;
- la faille de la Durance au sud-ouest, dans la vallée.

### Climat
Pour des articles plus généraux, voir Climat de Provence-Alpes-Côte d'Azur et Climat des Alpes-de-Haute-Provence.
En 2010, le climat de la commune est de type climat méditerranéen altéré, selon une étude du Centre national de la recherche scientifique s'appuyant sur une série de données couvrant la période 1971-2000. En 2020, Météo-France publie une typologie des climats de la France métropolitaine dans laquelle la commune est exposée à un climat de montagne ou de marges de montagne et est dans la région climatique Alpes du sud, caractérisée par une pluviométrie annuelle de 850 à 1 000 mm, minimale en été.
Pour la période 1971-2000, la température annuelle moyenne est de 9,6 °C, avec une amplitude thermique annuelle de 16,8 °C. Le cumul annuel moyen de précipitations est de 992 mm, avec 7,6 jours de précipitations en janvier et 5,3 jours en juillet. Pour la période 1991-2020, la température moyenne annuelle observée sur la station météorologique de Météo-France la plus proche, « Sisteron », sur la commune de Sisteron à 14 km à vol d'oiseau, est de 12,1 °C et le cumul annuel moyen de précipitations est de 835,0 mm. 
La température maximale relevée sur cette station est de 41 °C, atteinte le 28 juin 2019 ; la température minimale est de −18 °C, atteinte le 12 janvier 2010,,.
Les paramètres climatiques de la commune ont été estimés pour le milieu du siècle (2041-2070) selon différents scénarios d'émission de gaz à effet de serre à partir des nouvelles projections climatiques de référence DRIAS-2020. Ils sont consultables sur un site dédié publié par Météo-France en novembre 2022.

### Risques majeurs
Aucune des 200 communes du département n'est en zone de risque sismique nul. Le canton de La Motte-du-Caire auquel appartient Valavoire est en zone 1a (sismicité très faible mais non négligeable) selon la classification déterministe de 1991, basée sur les séismes historiques, et en zone 4 (risque moyen) selon la classification probabiliste EC8 de 2011. La commune de Valavoire est également exposée à trois autres risques naturels :
- feu de forêt ;
- inondation ;
- mouvement de terrain.

La commune de Valavoire n’est exposée à aucun des risques d’origine technologique recensés par la préfecture ; aucun plan de prévention des risques naturels prévisibles (PPR) n’existe pour la commune et le Dicrim n’existe pas non plus.
La commune a été l’objet de deux arrêtés de catastrophe naturelle en 1994, pour des inondations, des coulées de boue et des glissements de terrain.

## Urbanisme

### Typologie
Au 1er janvier 2024, Valavoire est catégorisée commune rurale à habitat très dispersé, selon la nouvelle grille communale de densité à 7 niveaux définie par l'Insee en 2022.
Elle est située hors unité urbaine et hors attraction des villes,.

### Occupation des sols
L'occupation des sols de la commune, telle qu'elle ressort de la base de données européenne d’occupation biophysique des sols Corine Land Cover (CLC), est marquée par l'importance des forêts et milieux semi-naturels (93,4 % en 2018), en diminution par rapport à 1990 (95,3 %). La répartition détaillée en 2018 est la suivante : 
milieux à végétation arbustive et/ou herbacée (45,8 %), forêts (30,3 %), espaces ouverts, sans ou avec peu de végétation (17,2 %), zones agricoles hétérogènes (6,6 %).
L'évolution de l’occupation des sols de la commune et de ses infrastructures peut être observée sur les différentes représentations cartographiques du territoire : la carte de Cassini (XVIIIe siècle), la carte d'état-major (1820-1866) et les cartes ou photos aériennes de l'IGN pour la période actuelle (1950 à aujourd'hui).

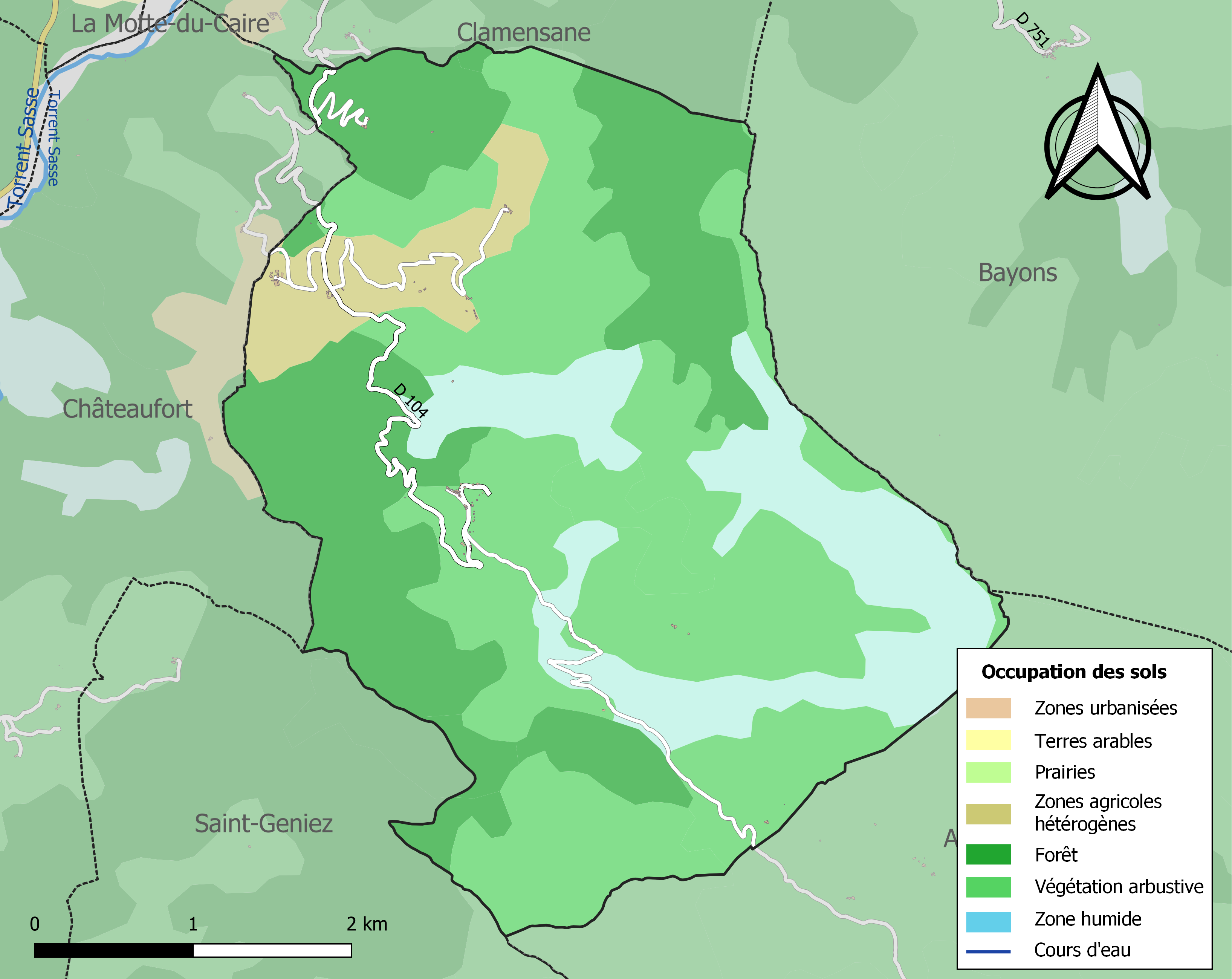
Carte de l'occupation des sols de la commune en 2018 (CLC).

## Toponymie
Le nom du village, tel qu’il apparaît la première fois vers 1030 (de Valadoria), fait l’objet de différentes interprétations :
- pour Charles Rostaing, il est formé des racines Val et *Tor-, montagne[21],[22] ;
- pour Ernest Nègre, il est le pluriel du bas-latin Vallatorium, désignant un auvent, un avant-toit. Le nom du village viendrait donc d’une maison en possédant un[23].

## Histoire
Dans l’Antiquité, le territoire de Valavoire fait partie de celui des Sogiontiques (Sogiontii), dont le territoire s’étend du sud des Baronnies à la Durance, et recouvre une partie du massif des Monges. Les Sogiontiques sont fédérés aux Voconces, et après la conquête romaine, ils sont rattachés avec eux à la province romaine de Narbonnaise. Au IIe siècle, ils sont détachés des Voconces et forment une civitas distincte, avec pour capitale Segustero (Sisteron).
La localité est signalée pour la première fois dans les chartes en 1030.
L’église Saint-Pierre relevait de l’abbaye Saint-Victor de Marseille aux XIe et XIIe siècles. La communauté relevait de la baillie de Sisteron.
Durant la Révolution, le château est dévasté par les paysans, et le seigneur est dépouillé de ses réserves de grain en mars 1792. La commune compte une société patriotique, créée après la fin de 1792. Le château est entièrement démoli sous la Révolution.
Au XIXe siècle, Valavoire est l’une des dernières communes de la région à se doter d’une école : lors de l’enquête de 1863, elle est parmi les 17 communes du département (sur 245) à ne pas en posséder. La commune en construit une dans les années qui suivent cette enquête, la deuxième loi Duruy (1877) lui permettant ensuite d’améliorer son école.
Jusqu’au milieu du XXe siècle, la vigne était cultivée dans la commune, uniquement pour l’autoconsommation. Cette culture a depuis été abandonnée.

## Politique et administration

### Administration municipale
De par sa taille, la commune dispose d'un conseil municipal de 9 membres (article L2121-2 du Code général des collectivités territoriales). Lors du scrutin de 2008, il y eut deux tours (six élus au premier tour et trois au second) et Albert Martre a été élu conseiller municipal au premier tour avec le meilleur 42 voix, soit 85,71 % des suffrages exprimés. La participation a été de 98,00 %. Il a ensuite été nommé maire par le conseil municipal.

### Liste des maires
L'élection du maire est la grande innovation de la Révolution de 1789. De 1790 à 1795, les maires sont élus au suffrage censitaire pour 2 ans. De 1795 à 1800, il n’y a pas de maires, la commune se contente de désigner un agent municipal qui est délégué à la municipalité de canton.
En 1799-1800, le Consulat revient sur l'élection des maires, qui sont désormais nommés par le pouvoir central. Ce système est conservé par les régimes suivants, à l'exception de la Deuxième République (1848-1851). Après avoir conservé le système autoritaire, la Troisième République libéralise par la loi du 5 avril 1884 l'administration des communes : le conseil municipal, élu au suffrage universel, élit le maire en son sein.
| Période                                  | Période   | Identité         | Étiquette | Qualité                     |
| ---------------------------------------- | --------- | ---------------- | --------- | --------------------------- |
| mai 1945                                 |           | Élie Silve       |           |                             |
|                                          |           |                  |           |                             |
| avant 2005                               | mars 2008 | Gilbert Gras     |           |                             |
| mars 2008                                | 2014      | Albert Martre    |           |                             |
| avril 2014                               | mai 2020  | Monique Sevikian |           | Retraitée de l'enseignement |
| mai 2020                                 | en cours  | Hervé Miran      |           | Ancien Cadre                |
| Les données manquantes sont à compléter. |           |                  |           |                             |

### Intercommunalité
Valavoire fait partie :
- de 2008 à 2017, de la communauté de communes de La Motte-du-Caire - Turriers ;
- à partir du 1er janvier 2017, de la communauté de communes Sisteronais-Buëch.

### Instances judiciaires et administratives
Valavoire est une des 34 communes du canton de Seyne depuis 2015, qui totalise 8 377 habitants en 2012. La commune fait partie de l’arrondissement de Sisteron du 17 février 1800 au 10 septembre 1926, date de son rattachement à l'arrondissement de Forcalquier, et de la deuxième circonscription des Alpes-de-Haute-Provence. Valavoire fait partie du canton de La Motte-du-Caire de 1801 à 2015, après avoir fait partie du canton de Saint-Geniez de 1793 à 1801. La commune fait partie des juridictions d’instance et prud'homale de Manosque, et de grande instance de Digne-les-Bains.

### Fiscalité locale
| Taxe                                        | Part communale | Part intercommunale | Part départementale | Part régionale |
| ------------------------------------------- | -------------- | ------------------- | ------------------- | -------------- |
| Taxe d'habitation                           | 2,60 %         | 0,64 %              | 5,53 %              | 0,00 %         |
| Taxe foncière sur les propriétés bâties     | 6,60 %         | 2,25 %              | 14,49 %             | 2,36 %         |
| Taxe foncière sur les propriétés non bâties | 31,75 %        | 6,44 %              | 47,16 %             | 8,85 %         |
| Taxe professionnelle                        | 7,28 %         | 1,28 %              | 10,80 %             | 3,84 %         |

La part régionale de la taxe d'habitation n'est pas applicable.
La taxe professionnelle est remplacée en 2010 par la cotisation foncière des entreprises (CFE) portant sur la valeur locative des biens immobiliers et par la contribution sur la valeur ajoutée des entreprises (CVAE) (les deux formant la contribution économique territoriale (CET) qui est un impôt local instauré par la loi de finances pour 2010).

## Population et société

### Démographie
L'évolution du nombre d'habitants est connue à travers les recensements de la population effectués dans la commune depuis 1765. Pour les communes de moins de 10 000 habitants, une enquête de recensement portant sur toute la population est réalisée tous les cinq ans, les populations de référence des années intermédiaires étant quant à elles estimées par interpolation ou extrapolation. Pour la commune, le premier recensement exhaustif entrant dans le cadre du nouveau dispositif a été réalisé en 2008.
En 2022, la commune comptait 39 habitants, en évolution de −7,14 % par rapport à 2016 (Alpes-de-Haute-Provence : +2,84 %, France hors Mayotte : +2,11 %).
| 1765 | 1793 | 1800 | 1806 | 1821 | 1831 | 1836 | 1841 | 1846 |
| ---- | ---- | ---- | ---- | ---- | ---- | ---- | ---- | ---- |
| 229  | 267  | 218  | 250  | 263  | 234  | 237  | 203  | 217  |

| 1851 | 1856 | 1861 | 1866 | 1872 | 1876 | 1881 | 1886 | 1891 |
| ---- | ---- | ---- | ---- | ---- | ---- | ---- | ---- | ---- |
| 218  | 215  | 200  | 185  | 164  | 156  | 160  | 183  | 179  |

| 1896 | 1901 | 1906 | 1911 | 1921 | 1926 | 1931 | 1936 | 1946 |
| ---- | ---- | ---- | ---- | ---- | ---- | ---- | ---- | ---- |
| 137  | 157  | 155  | 146  | 131  | 104  | 103  | 75   | 61   |

| 1954 | 1962 | 1968 | 1975 | 1982 | 1990 | 1999 | 2006 | 2008 |
| ---- | ---- | ---- | ---- | ---- | ---- | ---- | ---- | ---- |
| 97   | 69   | 45   | 36   | 45   | 40   | 27   | 34   | 36   |

| 2013 | 2018 | 2022 | - | - | - | - | - | - |
| ---- | ---- | ---- | - | - | - | - | - | - |
| 41   | 39   | 39   | - | - | - | - | - | - |

| 1315    | 1471    |
| ------- | ------- |
| 37 feux | 13 feux |

L'histoire démographique de Valavoire, après la saignée des XIVe et XVe siècles et le long mouvement de croissance jusqu'au début du XIXe siècle, est marquée par une période d'« étale » où la population reste relativement stable à un niveau élevé. Cette période dure de 1806 à 1856. L'exode rural provoque ensuite un mouvement de recul démographique de longue durée. En 1921, la commune a perdu plus de la moitié de sa population par rapport au maximum historique de 1821. Le mouvement de baisse ne semble stoppé qu'au début du XXIe siècle.

### Enseignement
La commune ne dispose pas d'école primaire publique. Au niveau secondaire, les élèves sont affectés au collège Marcel-Massot. Puis ils poursuivent au lycée de la cité scolaire Paul Arène à Sisteron,.

## Économie

### Agriculture
Les agriculteurs de la commune de Valavoire ont droit à un label appellation d'origine contrôlée (AOC) (huile essentielle de lavande de Haute-Provence) et à neuf labels indication géographique protégée (IGP) (pommes des Alpes de Haute-Durance, miel de Provence, agneau de Sisteron, alpes-de-haute-provence (IGP) blanc, rouge et rosé et VDP de Méditerranée blanc, rouge et rosé).

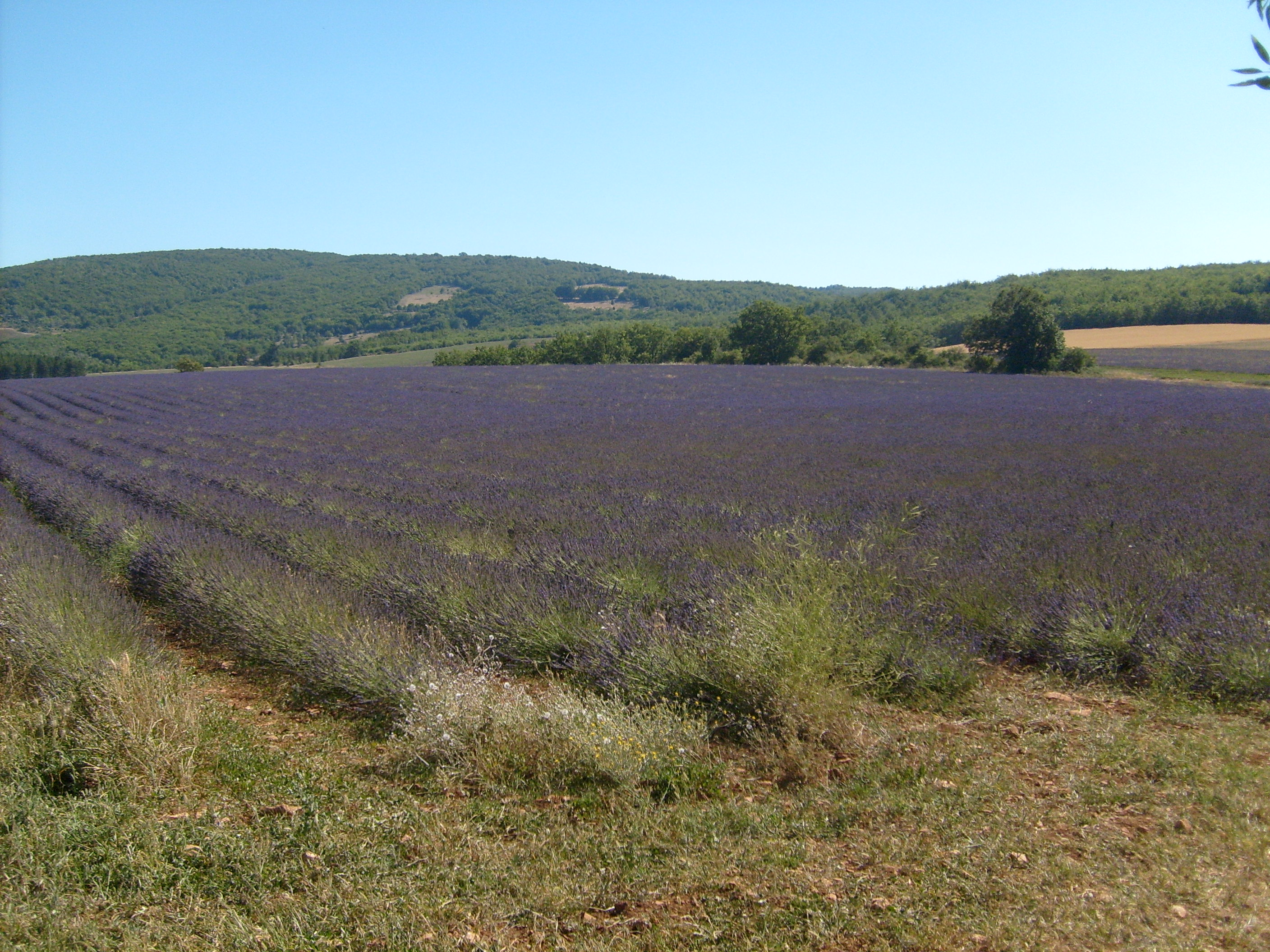
Champ de lavande sur le plateau d'Albion.
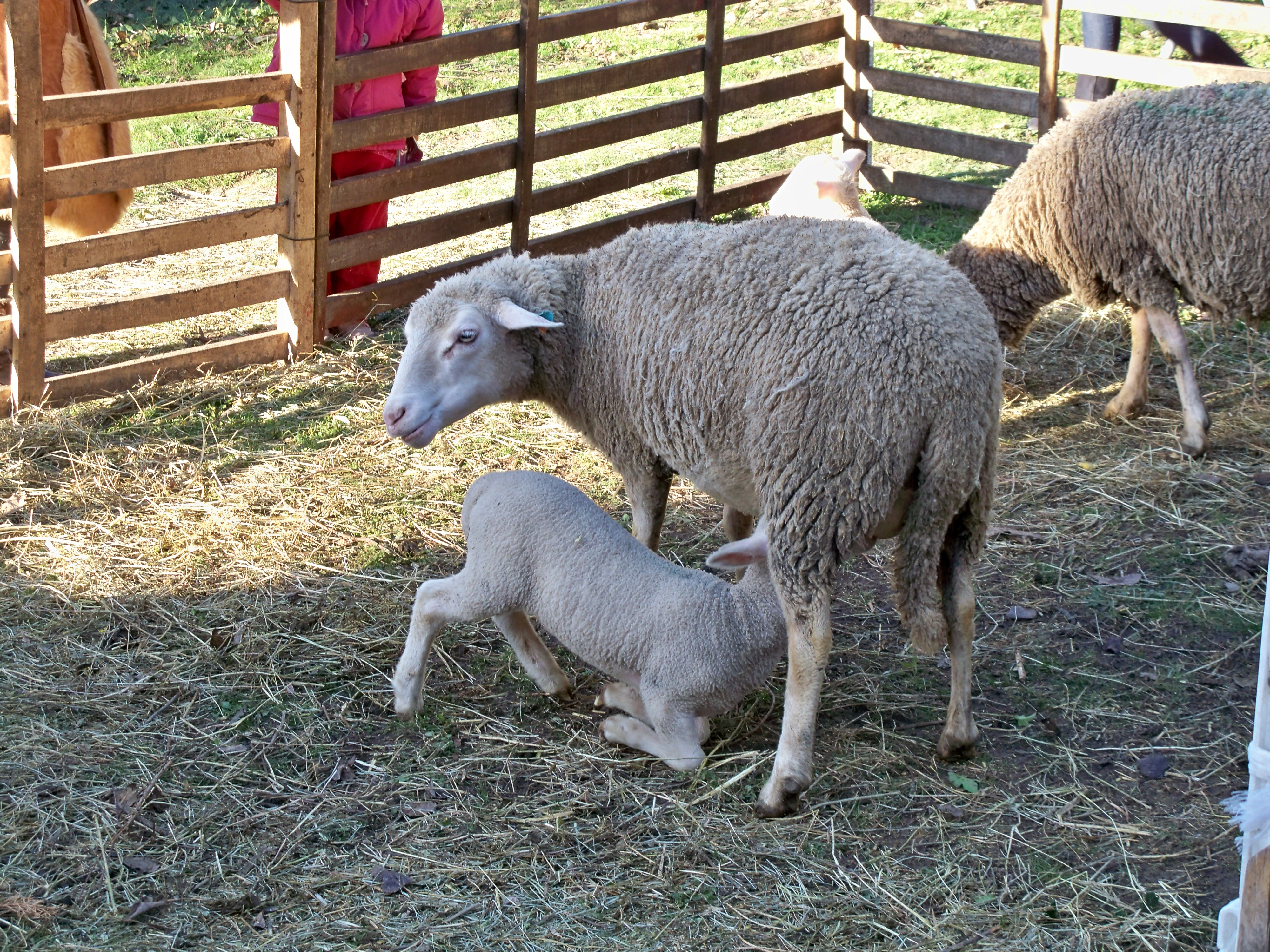
Agneau de Sisteron élevé sous sa mère.
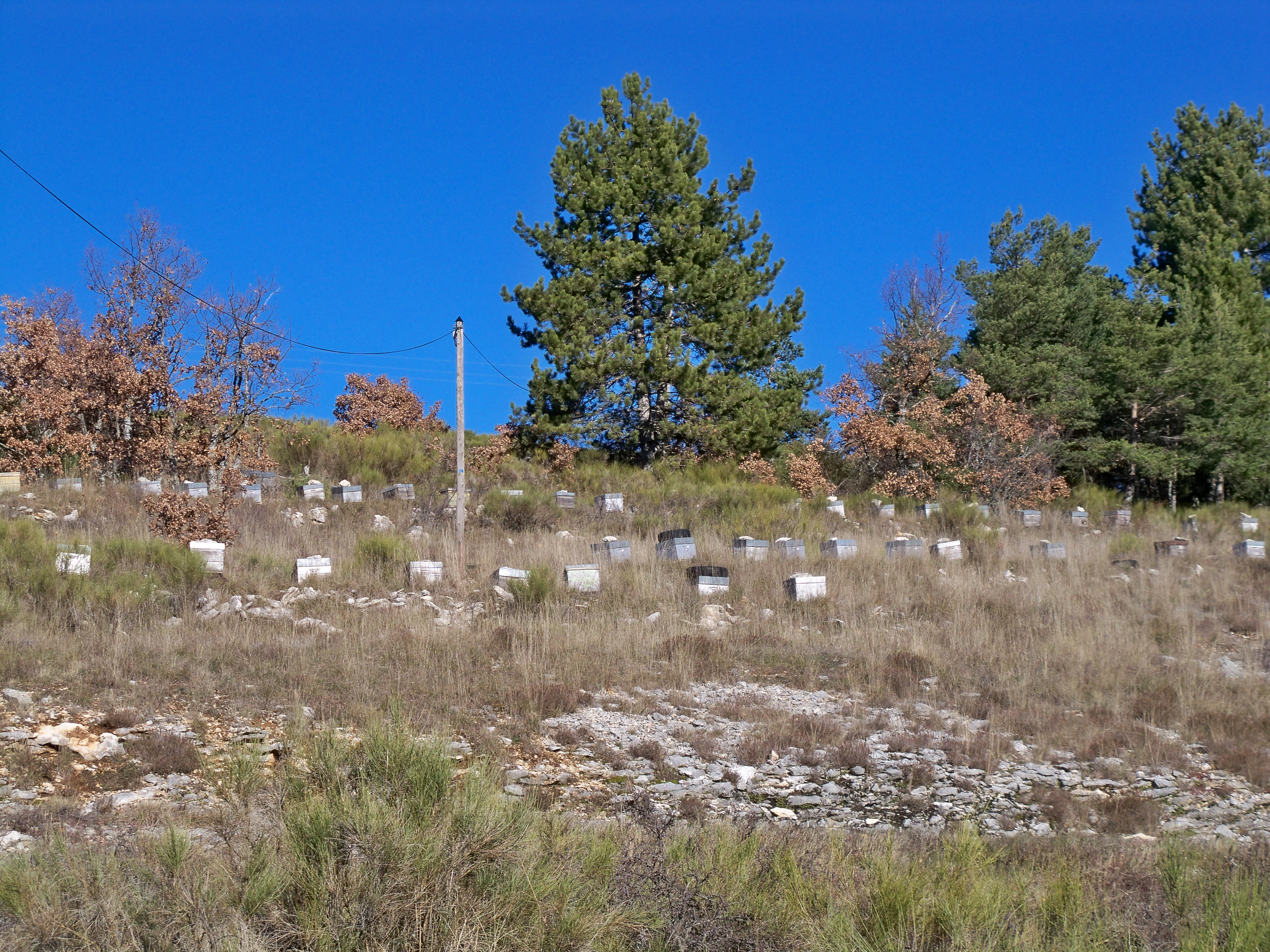
Ruches à la combe du Pommier.
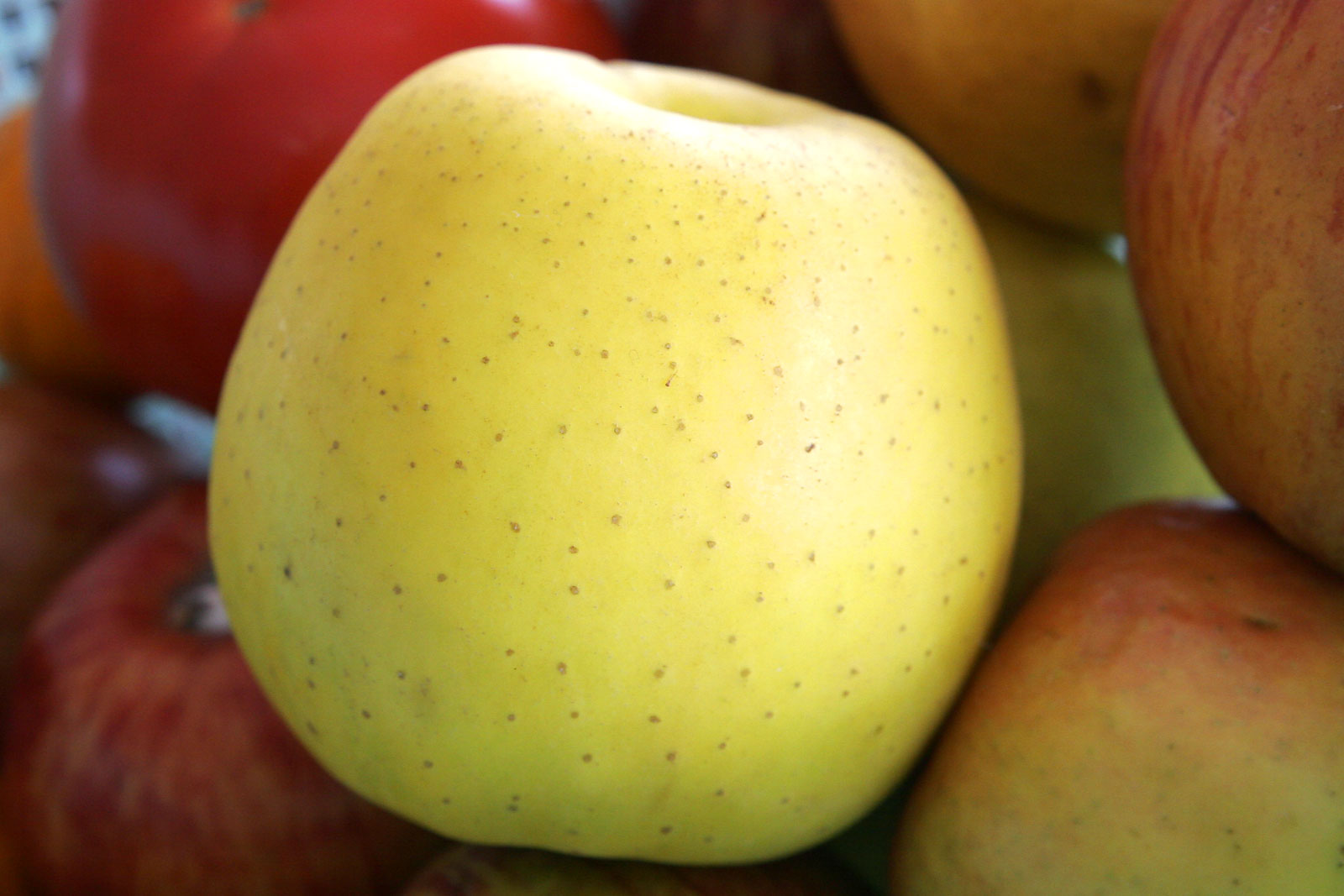
Golden et gala.

## Lieux et monuments
Le « château de la Molle » est un spectaculaire décrochement rocheux de la montagne de Jouère. On y passe pour accéder, à partir du village, à la croix Saint-Jean qui culmine à 1 886 mètres sur le chemin de crête menant au sommet des Monges (2 115 mètres).
L’église paroissiale Saint-Pancrace date du XIIIe siècle. D’abord placée sous l’invocation de la Vierge, on lui adjoint comme patron saint Pancrace, qui devient titulaire au XVIIIe siècle. D’architecture romane, elle a été modifiée et restaurée plusieurs fois (dont une fois en 1969). La nef compte deux travées voûtées en berceau. Le tableau de la Crucifixion, date de la fin du XVIe siècle ou du début du suivant, dans un style archaïque et raide. Des bancs anciens ont été classés monuments historiques au titre objet, puis déclassés.

## Héraldique
| Blason de Valavoire | Blason  | De gueules à un sautoir d'or, accompagné de la lettre V d'argent, au flanc dextre et de la lettre L du même, au flanc senestre. |
| Blason de Valavoire | Détails | Le statut officiel du blason reste à déterminer.                                                                                |